# 116 (число)
116 (Сто шістна́дцять) — натуральне число між 115 та 117.

## У науці
- Атомний номер унунгексію.

## В інших областях
- 116 рік, 116 до н. е.
- ASCII-код символу «t»
- 116 — Код ГИБДД-ДАІ Татарстану.